# Dobritj (distrikt)
Dobritj (bulgariska: Добрич) är ett distrikt i Bulgarien.   Det ligger i kommunen Obsjtina Dimitrovgrad och regionen Chaskovo, i den centrala delen av landet, 200 km öster om huvudstaden Sofia.
Trakten runt Dobritj består till största delen av jordbruksmark. Runt Dobritj är det ganska tätbefolkat, med 129 invånare per kvadratkilometer.